# Brantice (nádraží)
Brantice jsou železniční stanice, která se nachází u jihovýchodní části obce Brantice v okrese Bruntál. Stanice leží v km 79,934 jednokolejné železniční trati Olomouc hlavní nádraží – Opava východ mezi stanicemi Milotice nad Opavou a Krnov.

## Historie
Nádraží bylo otevřeno 1. října 1872, tedy současně se zprovozněním železniční trati, na které se nachází a která byla postavena společností Moravsko-slezská ústřední dráha. Nádraží neslo původně německé pojmenování Bransdorf. Od roku 1918 se už jmenuje česky Brantice, výjimkou byly pouze roky 1938 až 1945, kdy se nakrátko vrátilo německé označení Bransdorf.
Po obsazení Sudet Německem v roce 1938 převzala provoz ve stanici německá železnice Deutsche Reichsbahn, která v roce 1939 začala s projektováním nového elektromechanického zabezpečovacího zařízení typu Einheit, které bylo ve stanici instalováno v roce 1940. Nové zabezpečovací zařízení umožňovalo ústřední přestavování výhybek výpravčím z dopravní kanceláře (na krnovském zhlaví) a signalistou ze závislého stavědla 2 (na milotickém zhlaví). Ve stanici také byla zřízena mechanická hlavní návěstidla německého typu.

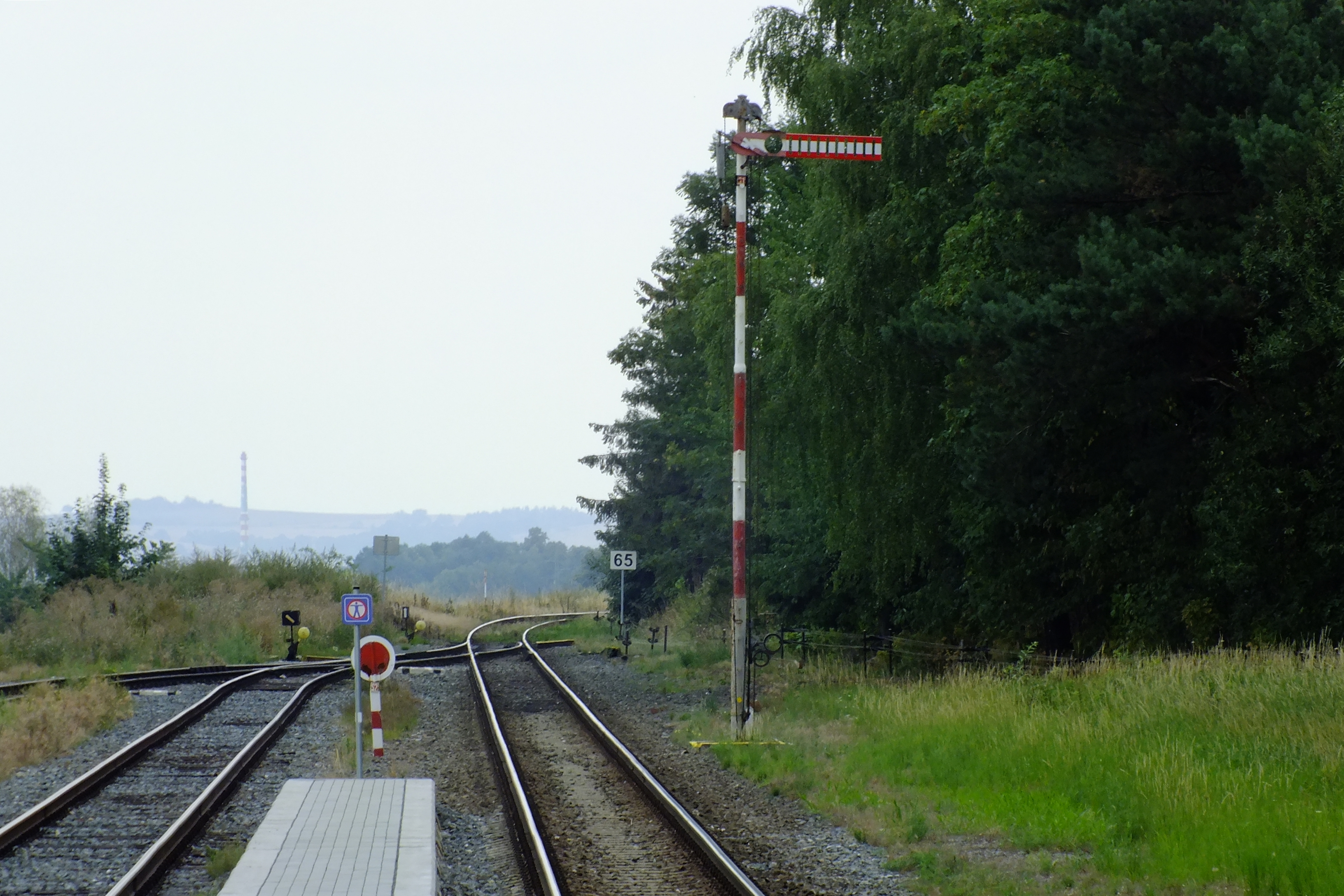
Odjezdová návěstidla směr Krnov v roce 2015

V roce 1994 došlo k vykolejení nákladního vlaku na krnovském zhlaví, při kterém bylo zdemolováno mechanické odjezdové návěstidlo S2. To pak bylo nahrazeno červeným terčem s návěstí „Stůj“, který ve stanici vydržel až do aktivace nového zabezpečovacího zařízení.
Počátkem roku 1999 se zřítilo vjezdové mechanické návěstidlo (německého typu) L od Krnova, které pak bylo rovněž provizorně nahrazeno terčem s návěstí „Stůj“ a světelným přivolávacím návěstidlem starého typu (tři bílá světla ve tvaru trojúhelníku). Na podzim 1999 pak bylo v místě instalováno dvouramenné mechanické návěstidlo rakouského typu, to už mělo standardní jednosvětlové přivolávací návěstidlo.
Postupem času došlo k redukci rozsahu kolejiště. Nejdříve byla zrušena manipulační kolej č. 5, k větší redukci kolejiště pak došlo v roce 2007, kdy byla odstraněna dopravní kolej č. 2 a ve stanici zůstaly jen dvě dopravní koleje. Manipulační kolej č. 4 byla zkrácena a stala se kusou. V návaznosti na to byly samozřejmě zlikvidována odjezdová návěstidla ze třetí koleje (tj. S3 a L3) a původní mechanické předvěsti byly nahrazeny tabulkami s křížem (tj. neproměnná návěst výstraha).
I když už mělo být ve stanici zřízeno nové zabezpečovací zařízení v 90. letech 20. století, nakonec Einheit přestal sloužit až 1. července 2019. Jednotlivé části původního zabezpečovacího zařízení se z Brantic přesunuly do expozic Železničního muzea moravskoslezského ve stanici Ostrava střed a Chornického železničního klubu.
Výměna zabezpečovacího zařízení byla součástí modernizace celé stanice, která byla zahájena v roce 2018 pracemi na opravě nádražní budovy. Práce na zabezpečovacím zařízení, které zahrnovaly aktivaci elektronického stavědla Starmon K-2002, výměnu všech návěstidel za světelná a také zřízení nového přejezdového zabezpečovacího zařízení, byly dokončeny v srpnu 2019.

## Popis stanice

### Před rokem 2019

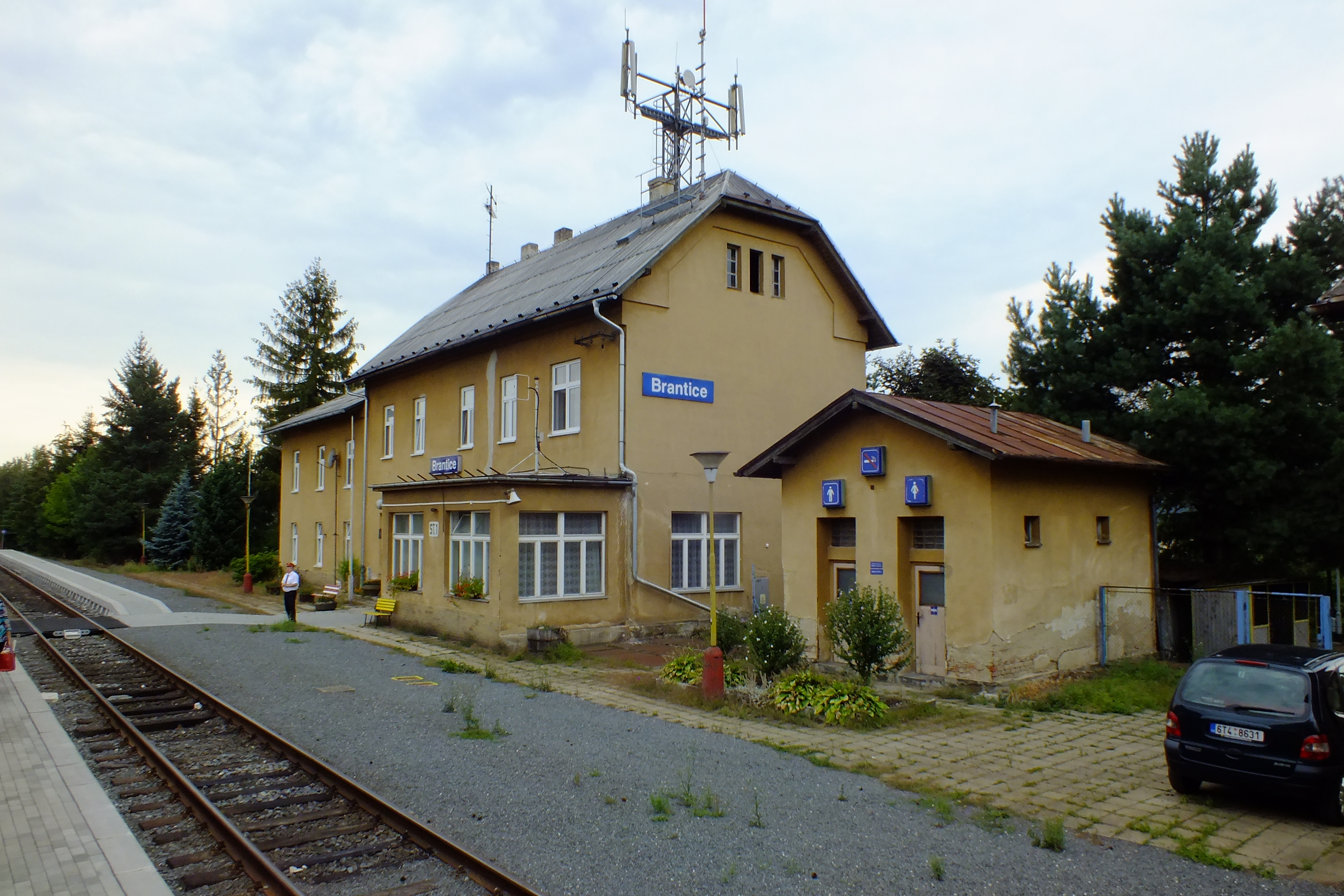
Nádražní budova v roce 2015

Stanice byla vybavena elektromechanického zabezpečovacího zařízení typu Einheit, které obsluhoval výpravčí z dopravní kanceláře a signalista na závislém stavědle na milotickém zhlaví. Stanice byla vybavena mechanickými návěstidly, tj. vjezdovými návěstidly (L od Krnova v km 80,511 a S od Milotic v km 79,223) a odjezdovými návěstidly u všech dopravních kolejí. Výjimkou bylo odjezdové návěstidlo S2 směr Krnov, které bylo trvale nahrazeno terčem s návěstí „Stůj“.
Jízdy vlaků v obou přilehlých úsecích byly zabezpečovány pomocí telefonického dorozumívání. Zabezpečovací zařízení bylo upraveno pro zavedení výluky dopravní služby, proto byla vjezdová návěstidla osazena světelnými kříži neplatnosti. V době výluky byla stanice obsazena závorářem, který obsluhoval mechanické závory na přejezdu P7568 v km 79,678 (přes staniční koleje), a vlaky jezdily v prostorovém oddílu Milotice nad Opavou – Krnov.
Do roku 2007 byly ve stanici tři dopravní koleje od budovy číslované 2 (délka 604 m), 1 (577 m), 3 (582 m) a oboustranně zapojena manipulační kolej č. 4, v jejímž pokračování na krnovské straně byla odvratná kolej. V té době bylo ve stanici sedm výhybek, všechny byly přestavovány ústředně pomocí drátovodů. Po redukci kolejiště zbyly jen dopravní koleje č. 2 a 1, manipulační kolej č. 4 byla kusá, zapojená jen do krnovského zhlaví a bez odvratné výhybky.
Ve stanici byla úrovňová nástupiště u všech tří dopravních kolejí, všechna měla délku 150 metrů, začátek a konec všech nástupišť byl ve stejném kilometru. Po zrušení třetí dopravní koleje zůstalo druhé nástupiště (u koleje č. 1) beze změny, nástupiště u koleje č. 2 bylo zkráceno na 130 m. Někdy mezi lety 2011 a 2015 došlo k přestavbě nástupišť. Byl zřízen centrální přechod od výpravní budovy, nástupiště  o délce 120 m u koleje č. 1 bylo od tohoto přechodu směrem ke Krnovu, u koleje č. 2 bylo nástupiště směrem k Miloticím a mělo délku 70 m.

### Od roku 2019
Stanice je vybavena elektronickým stavědlem K-2002, které prostřednictvím rozhraní JOP ovládá výpravčí z dopravní kanceláře ve stanici. Vizuální kontrola stavu staničního zabezpečovacího zařízení (bez možnosti obsluhy) je k dispozici výpravčímu v Krnově. Zabezpečovací zařízení umožňuje zavedení výluky dopravní služby. V roce 2024 byla výluka dopravní služby zaváděna vždy od pondělí do pátku mezi 16:05 a 04:10, o víkendech pak byla stanice neobsazena výpravčím od pátku 16:05 až do pondělí 04:10.
Zůstalo zachováno původní zabezpečení jízd vlaků mezi sousedními stanicemi, tj. pomocí telefonického dorozumívání. Stejný způsobě zabezpečení funguje i v případě výluky Brantic, tj. při jízdách v prostorovém oddílu Milotice nad Opavou – Krnov.

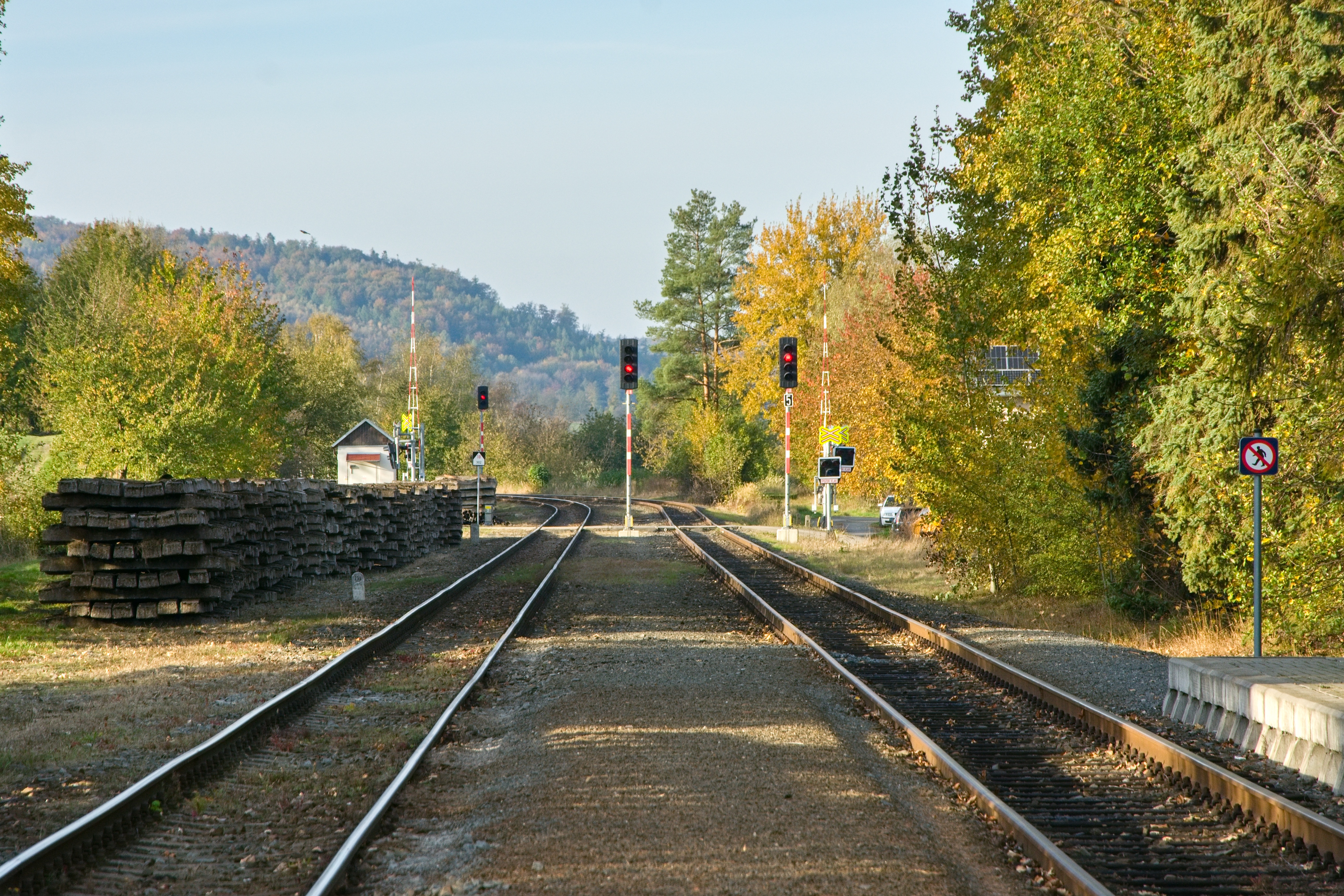
Pohled od střední části stanice k milotickému zhlaví

Konfigurace kolejiště zůstala stejná, ale návěstidla jsou nově světelná. Odjezdové návěstidlo L2 ze 2. koleje směr Milotice nad Opavou je přesunuto už před přejezd P7568, na 1. koleji je před tímto přejezdem cestové návěstidlo Lc1 a odjezdové návěstidlo L1 je až za přejezdem. Vjezdové návěstidlo L od Krnova v km 80,511 je umístěno atypicky vlevo ve směru jízdy, návěstidlo S z opačné strany leží v km 79,213. U krnovského zhlaví je zřízeno pomocné stavědlo, které umožňuje postavení posunových cest z krnovského záhlaví (od seřaďovacího návěstidla Se1) na koleje č. 1, 2, 4 a opačně. Výhybka č. 2, kterou je připojena kusá manipulační kolej č. 4 a výkolejka na této koleji jsou přestavovány ručně, zbývající dvě výhybky ve stanici jsou přestavovány pomocí elektromotorických přestavníků, výhybky nemají ohřev.
Stav nástupišť zůstal beze změn, jejich výška je 250 mm nad temenem kolejnice. Délka koleje č. 1 je 632 m (součet délek rozdělených cestovým návěstidlem Lc1), délka koleje č. 2 již je jen 414 m. Manipulační kolej č. 4 má délku 162 m.
Přes obě dopravní koleje vede v km 79,678 přejezd P7568, který je vybaven světelným přejezdovým zabezpečovacím zařízením se závorami. Jedná se o křížení s místní komunikací v obci Brantice.